# West Bay (Islas Caimán)
West Bay es una localidad de las Islas Caimán situada en la isla de Gran Caimán. Es el segundo distrito electoral más poblado después de la capital George Town.
Según estimación 2010 contaba con una población de 12.697 habitantes.